# Odprto prvenstvo Francije 2017
Odprto prvenstvo Francije 2017 je sto šestnajsti teniški turnir za Grand Slam, ki je med 28. majem in 11. junijem 2017 potekal v Parizu.

## Moški posamično
Rafael Nadal :  Stan Wawrinka, 6–2, 6–3, 6–1

## Ženske posamično
Jeļena Ostapenko :  Simona Halep, 4–6, 6–4, 6–3

## Moške dvojice
Ryan Harrison /  Michael Venus  :  Santiago González /  Donald Young, 7–6(7–5), 6–7(4–7), 6–3

## Ženske dvojice
Bethanie Mattek-Sands /  Lucie Šafářová :  Ashleigh Barty /  Casey Dellacqua, 6–2, 6–1

## Mešane dvojice
Gabriela Dabrowski /  Rohan Bopanna :  Anna-Lena Grönefeld /  Robert Farah, 2–6, 6–2, [12–10]